# Azarías Londoño
Azarías Emmanuel Londoño González (Panama, 21 giugno 2001) è un calciatore panamense, attaccante del Comunicaciones, in prestito dall'Alianza Panama, e della nazionale panamense.

## Carriera

### Club
Londoño è cresciuto nell'Alianza Panama, club dove ha debuttato professionalmente il 23 novembre 2020 nell'incontro di campionato vinto 5-2 contro l'Árabe Unido dove ha realizzato una doppietta. Nel 2021 è stato ceduto per alcuni mesi all'Universidad O&M in Repubblica Dominicana.
Dopo un breve rientro all'Alianza è stato prestato al Comunicaciones con cui ha segnato 14 reti in 37 presenze nel campionato guatemalteco. Nel luglio 2023 ha firmato sempre in prestito con i portoghesi del Torreense.

### Nazionale
Il 1º maggio 2022 ha debuttato con la nazionale panamense nell'amichevole persa 3-2 contro El Salvador, incontro dove ha anche realizzato la sua prima rete.
Nel 2023 è stato incluso fra i convocati sia per la fase finale di CONCACAF Nation League sia per la CONCACAF Gold Cup 2023.

## Statistiche

### Presenze e reti nei club
Statistiche aggiornate al 16 luglio 2023.
| Stagione              | Squadra               | Campionato            | Campionato | Campionato | Coppe nazionali | Coppe nazionali | Coppe nazionali | Coppe continentali | Coppe continentali | Coppe continentali | Altre coppe | Altre coppe | Altre coppe | Totale | Totale |
| Stagione              | Squadra               | Comp                  | Pres       | Reti       | Comp            | Pres            | Reti            | Comp               | Pres               | Reti               | Comp        | Pres        | Reti        | Pres   | Reti   |
| --------------------- | --------------------- | --------------------- | ---------- | ---------- | --------------- | --------------- | --------------- | ------------------ | ------------------ | ------------------ | ----------- | ----------- | ----------- | ------ | ------ |
| 2020                  | LPF                   | Alianza Panama        | 5          | 2          | -               | -               | -               | -                  | -                  | -                  | -           | -           | -           | 5      | 2      |
| 2021                  | LPF                   | Alianza Panama        | 12         | 0          | -               | -               | -               | -                  | -                  | -                  | -           | -           | -           | 12     | 0      |
| 2021                  | LDF                   | Universidad O&M       | ?          | ?          | -               | -               | -               | -                  | -                  | -                  | -           | -           | -           | ?      | ?      |
| 2021                  | LPF                   | Alianza Panama        | 2          | 0          | -               | -               | -               | -                  | -                  | -                  | -           | -           | -           | 2      | 0      |
| 2022                  | LPF                   | Alianza Panama        | 23         | 4          | -               | -               | -               | -                  | -                  | -                  | -           | -           | -           | 23     | 4      |
| Totale Alianza Panama | Totale Alianza Panama | Totale Alianza Panama | 42         | 6          |                 | -               | -               |                    | -                  | -                  |             | -           | -           | 42     | 6      |
| 2022-2023             | LNF                   | Comunicaciones        | 37         | 14         | -               | -               | -               | -                  | -                  | -                  | -           | -           | -           | 37     | 14     |
| Totale carriera       | Totale carriera       | Totale carriera       | 79+        | 20+        |                 | -               | -               |                    | -                  | -                  |             | -           | -           | 79+    | 20+    |

### Cronologia presenze e reti in nazionale
| Cronologia completa delle presenze e delle reti in nazionale ― Panama | Cronologia completa delle presenze e delle reti in nazionale ― Panama | Cronologia completa delle presenze e delle reti in nazionale ― Panama | Cronologia completa delle presenze e delle reti in nazionale ― Panama | Cronologia completa delle presenze e delle reti in nazionale ― Panama | Cronologia completa delle presenze e delle reti in nazionale ― Panama | Cronologia completa delle presenze e delle reti in nazionale ― Panama | Cronologia completa delle presenze e delle reti in nazionale ― Panama |
| Data                                                                  | Città                                                                 | In casa                                                               | Risultato                                                             | Ospiti                                                                | Competizione                                                          | Reti                                                                  | Note                                                                  |
| --------------------------------------------------------------------- | --------------------------------------------------------------------- | --------------------------------------------------------------------- | --------------------------------------------------------------------- | --------------------------------------------------------------------- | --------------------------------------------------------------------- | --------------------------------------------------------------------- | --------------------------------------------------------------------- |
| 1-5-2022                                                              | Cary                                                                  | El Salvador                                                           | 3 – 2                                                                 | Panama                                                                | Amichevole                                                            | 1                                                                     |                                                                       |
| 27-9-2022                                                             | Riffa                                                                 | Bahrein                                                               | 0 – 2                                                                 | Panama                                                                | Amichevole                                                            | -                                                                     | 70’                                                                   |
| 10-6-2023                                                             | Penonomé                                                              | Panama                                                                | 3 – 2                                                                 | Nicaragua                                                             | Amichevole                                                            | -                                                                     | 79’                                                                   |
| 15-6-2023                                                             | Paradise                                                              | Panama                                                                | 0 – 2                                                                 | Canada                                                                | CONCACAF Nations League 2022-2023 - Semifinale                        | -                                                                     | 74’                                                                   |
| 4-7-2023                                                              | Houston                                                               | Panama                                                                | 2 – 2                                                                 | El Salvador                                                           | Gold Cup 2023 - 1º turno                                              | -                                                                     | 85’ 94’                                                               |
| 16-7-2023                                                             | Inglewood                                                             | Messico                                                               | 1 – 0                                                                 | Panama                                                                | Gold Cup 2023 - Finale                                                | -                                                                     | 90’                                                                   |
| 10-6-2025                                                             | Panama                                                                | Panama                                                                | 3 – 0                                                                 | Nicaragua                                                             | Qual. Mondiali 2026                                                   | -                                                                     | 27’                                                                   |
| 24-6-2025                                                             | Austin                                                                | Panama                                                                | 4 – 1                                                                 | Giamaica                                                              | Gold Cup 2025 - 1° turno                                              | -                                                                     | 46’                                                                   |
| Totale                                                                |                                                                       | Presenze                                                              | 8                                                                     |                                                                       | Reti                                                                  | 1                                                                     |                                                                       |

## Palmarès

### Club

#### Competizioni nazionali
- Campionato panamense: 1

Alianza Panama: Apertura 2022